# Ciupelnița
Ciupelnița – wieś w Rumunii, w okręgu Prahova, w gminie Dumbrava. W 2011 roku liczyła 72 mieszkańców.